# Carina Sophia Linne
Carina Sophia Linne (* 3. April 1982 in Hannover), während ihrer Studienzeit aktive Fußballspielerin des Chemnitzer FC, ist eine deutsche Sporthistorikerin und freie Autorin mit den Schwerpunkten Zeitgeschichte des Sports, Geschlechterforschung im Frauen- und DDR-Sport, insbesondere Frauenfußball.

## Leben und Wirken
Carina Sophia Linne begann im Alter von fünf Jahren in Niedersachsen Fußball zu spielen.  Während ihres Studiums in Chemnitz war sie beim Chemnitzer FC in der Regionalliga als Abwehrspielerin aktiv.
Von 2002 bis 2008 studierte sie Politikwissenschaft, Sportwissenschaft und Interkulturelle Kommunikation an der TU Chemnitz. Ihre Magisterarbeit schrieb sie im Fach Politikwissenschaft über die Politisierung des Spitzensports in der DDR. 2011 promovierte sie mit einer Arbeit über die fast vierzigigjährige Geschichte des Frauenfußballs im geteilten Deutschland. Im Mittelpunkt stehen die bisher in der historischen Forschung vernachlässigten Schicksale von Fußballspielerinnen in der DDR. Zur Frauenfußball-WM 2011 erschien ihr Buch Freigespielt. Frauenfußball im geteilten Deutschland, das auf ihrer Dissertation aufbaut und auch schon international rezipiert wurde. In seiner Rezension für Deutschlandradio Kultur zog Thomas Jaedicke das Fazit: „es ist ein wichtiges und aufschlussreiches Buch: denn zum ersten Mal wird der Frauenfußball in der DDR – mit Hilfe von 30 Zeitzeugeninterviews, Medienanalyse und umfangreicher Auswertung privater Quellen – wissenschaftlich gründlich erforscht.“
2009 bis 2011 arbeitete Carina Sophia Linne als wissenschaftliche Hilfskraft an der Professur Zeitgeschichte des Sports der Universität Potsdam. Sie ist Mitglied der Geschäftsführung des Zentrums für Sportgeschichte Berlin-Brandenburg e.V. (ZdS). Dort war sie an der wissenschaftlichen Projektrecherche zur Ausstellung ZOV – Sportverräter über Sportlerflucht aus der DDR beteiligt. Als Mitarbeiterin der Professur Sportpädagogik der Universität Potsdam war sie von 2010 bis 2014 die leitende Projektkoordinatorin der in Kooperation mit dem Zentrum deutsche Sportgeschichte und der Universität Potsdam erstellten Wanderausstellung „Vergessene Rekorde – Jüdische AthletInnen vor und nach 1933“. 2012 bis 2013 war sie wissenschaftliche Assistentin für Professor Christopher Young (University of Cambridge) im Projekt „Sport und Presse zwischen 1920 und 1960 in Deutschland“.
Außerdem arbeitete sie von 2011 bis 2013 Mitarbeiterin für den Frauen- und Mädchenfußball beim Fußball-Landesverband Brandenburg. Aktuell ist Carina Sophia Linne freie Wissenschaftlerin sowie Lehrkraft für Sport und Integration an der Schule an der Wuhlheide (Berlin-Oberschöneweide) und leitet dort die AG Mädchenfußball.

## Veröffentlichungen
- Der vergessene Osten? Die Entwicklung des Frauenfußballs in der DDR und seine Bedeutung für den vereinten Spielbetrieb. In: Silke Sinning et al. (Hrsg.): Frauen- und Mädchenfußball im Blickpunkt. Empirische Untersuchungen – Probleme und Visionen (=Reihe: Forum Frauen- und Mädchenfußball), LIT Verlag, Berlin/Münster/Wien/Zürich/London 2014, ISBN 978-3-643-12489-0; S. 13ff. (teilweise einsehbar bei Google Books)

- Mit Maithe Cardoso de Araújo: Ein Vergleich zur Entwicklung des Frauenfußballs zwischen Deutschland und Brasilien. Teil 1: Ursprünge, Barriere und Verbote. In: Frauen- und Mädchenfußball im Blickpunkt (2014), S. 47ff.
- Mit Maithe Cardoso de Araújo et al.: Ein Vergleich zur Entwicklung des Frauenfußballs zwischen Deutschland und Brasilien. Teil 2: Wendepunkte, Entwicklungsstand heute und aktuelle Herausforderungen. In: Frauen- und Mädchenfußball im Blickpunkt (2014), S. 61ff.

- Bravo, Mädels! – Einblicke in die Geschichte des Frauenfußballs in der DDR. In: Markwart Herzog (Hrsg.): Die Geschichte des Frauenfußballs in Deutschland: Anfänge – Verbote – Widerstände – Durchbruch (= Irseer Dialoge. Kultur und Wissenschaft interdisziplinär, Bd. 18), Stuttgart 2013.
- Wehret den Anfängen – Die Geschichte des Frauenfußballs im geteilten Deutschland und seine Bedeutung für die Zukunft am Beispiel des Fußball-Landesverbandes Brandenburg, in: Jansen, Christian T. et al. (Hrsg.): Trainingswissenschaftliche, geschlechtsspezifische und medizinische Aspekte des Hochleistungsfußballs. Beiträge und Analysen zum Fußballsport XVIII. (Jahrestagung der dvs-Kommission Fußball vom 24. bis 26. November 2011 in Hannover), Hamburg 2012, S. 51–57.
- Freigespielt – Frauenfußball im geteilten Deutschland, Be.Bra Wissenschaft Verlag, Berlin 2011, ISBN 978-3-937233-89-5
- Mit Weigelt-Schlesinger, Yvonne/Hallmann, Sandra: Die Geschichte des Frauenfußballs in Deutschland, Schwabenakademie Irsee vom 4. bis 6. Februar 2011, in: Sportwissenschaft 2/2011, S. 149–151.
- Politisierung des Spitzensports in der DDR: Eine Untersuchung der politischen Einflussnahme auf den Hochleistungssport am Beispiel des SC Karl-Marx-Stadt. GRIN Verlag 2008, ISBN 3-640-20762-9